# Chaetocercus astreans
Chaetocercus astreans là một loài chim trong họ Trochilidae.